# Степное сельское поселение (Краснодарский край)
Степное сельское поселение — муниципальное образование, входившее в состав упразднённого Приморско-Ахтарского района Краснодарского края России. 
В рамках административно-территориального устройства Краснодарского края ему соответствует Степной сельский округ.
Административный центр — станица Степная.
В рамках административно-муниципальной реформы сельское поселение было упразднено путем объединения с другими муниципальными образованиями, входившими в состав Приморско-Ахтарского района.

## География
Поселение располагалось в южной части района. Оно граничило на севере с Свободным, на востоке с Ольгинским и Приазовским, на западе с Новопокровским сельскими поселениями, а на юге с Калининским районом Краснодарского края.

## Население
| 2010  | 2012  | 2013  | 2014  | 2015  | 2016  | 2017  |
| ----- | ----- | ----- | ----- | ----- | ----- | ----- |
| 2701  | ↘2691 | ↘2673 | ↘2642 | ↘2641 | ↘2636 | ↗2638 |
| 2018  | 2019  | 2020  | 2021  | 2023  |       |       |
| ↘2630 | ↘2596 | ↘2575 | ↘2513 | ↘2485 |       |       |

## Населённые пункты
В состав сельского поселения (сельского округа) входили 5 населённых пунктов:
| № | Населённый пункт     | Тип населённого пункта | Население (чел.) |
| - | -------------------- | ---------------------- | ---------------- |
| 1 | Степная              | станица                | ↗2439            |
| 2 | Батога               | хутор                  | ↘113             |
| 3 | Новые Лиманокирпили, | хутор                  | ↘129             |
| 4 | Красный              | хутор                  | ↘7               |
| 5 | Старые Лиманокирпили | хутор                  | ↗13              |